# -donk
Het achtergevoegd naambestanddeel -donk gaat terug op een aardrijkskundig begrip. Een donk is een heuvel bestaande uit dekzand die voorkomt in het laaggelegen rivierengebied en uitsteekt boven de latere sedimenten. Als naamdeel komt het woord veel vaker voor. 

In Noord-Brabant werd het woord of het naamdeel -donk vooral gehecht aan een grote en hoge zandkop of een plateaurand langs een beekdal. Donken waren een hogere en drogere plek in een vaak drassige omgeving waardoor ze aantrekkelijk waren als vestigingsplaats voor mensen. Ook werden ze in mindere mate gebruikt voor de landbouw.

## Voorbeelden
-donk vindt men terug in tal van plaatsnamen, maar ook als herkomstnaam in vele familienamen:
- Arendonk
- Asdonk
- Beek en Donk
- Boerdonk
- Breendonk
- Corsendonk
- Daasdonk
- Desteldonk
- Dierdonk (een wijk in Helmond)
- Diesdonk (Achterste Diesdonk en Voorste Diesdonk)
- Donk (bij Herk-de-Stad)
- Ekeren-Donk
- Grobbendonk
- Hazeldonk
- Hooidonk, Hooijdonk en Hooydonk
- Kruisdonk
- Maasdonk
- Mendonk
- Oeteldonk
- Overmere-Donk
- Meerdonk
- Mispeldonk (bij Bonheiden)
- Raamsdonk
- Raamsdonksveer
- Terdonk
- Voordeldonk
- Vriesdonk (een kern in Brasschaat)
- Wilmarsdonk (een dorp dat verdween onder de havenwerken van Antwerpen)
- Zevendonk

In de Duitse Nederrijn: Kervendonk (gemeente Kevelaer), Wachtendonk, Winnekendonk (alle drie in het aan Nederlands Noord-Limburg grenzende deel van Duitsland, dat vroeger tot het hertogdom Gelre behoorde) en Haus Diesdonk in Pont bij Geldern.
- Ook in Oeteldonk, de carnavalsnaam voor 's-Hertogenbosch, komt het begrip terug.
- Er is in 's-Hertogenbosch ook een wijk, De Donk
- Ook de molen De Roosdonck (in Nuenen), door Vincent van Gogh vereeuwigd, draagt het begrip in haar naam.
- Ook familienamen eindigend op -donc, -donck, -donckx, -doncx,  -donk, -donkx zoals Bruyndoncx, Hoydonckx, Van Dierendonck, Van de(r) Veerdonk, Verdaasdonk en Verdonk zijn ermee gevormd.